# Saison 2013-2014 du Montpellier Hérault Rugby
Cette page présente la saison 2013-2014 du Montpellier Hérault Rugby en Top 14 et en H-Cup.

## La saison

### Pré-saison
| 9 août 2013 | Montpellier HR | 52 – 15 (–) | Leicester Tigers | Genève |
| 9 août 2013 |                |             |                  | Genève |
| 9 août 2013 |                |             |                  | Genève |

### 1rejournée
En ouverture du championnat, le champion d'Europe, le RC Toulon a obtenu un résultat nul 22-22 sur la pelouse du Montpellier HR. Yoan Audrin a inscrit le premier essai du championnat dès la troisième minute de jeu si bien que les Montpelliérains mènent par 10 points à la mi-temps (13-3), mais un essai de Maxime Mermoz sur interception à dix minutes de la fin scelle le score du match. 

### 2ejournée
La deuxième journée remet presque tout le monde à égalité avec les défaites de toutes les équipes vainqueurs à l'exception du RC Toulon.

### Trois matchs en neuf jours

#### 3ejournée
La journée est marquée par la victoire 28-26 de Grenoble qui fait tomber à domicile le leader Toulon.

#### 4ejournée

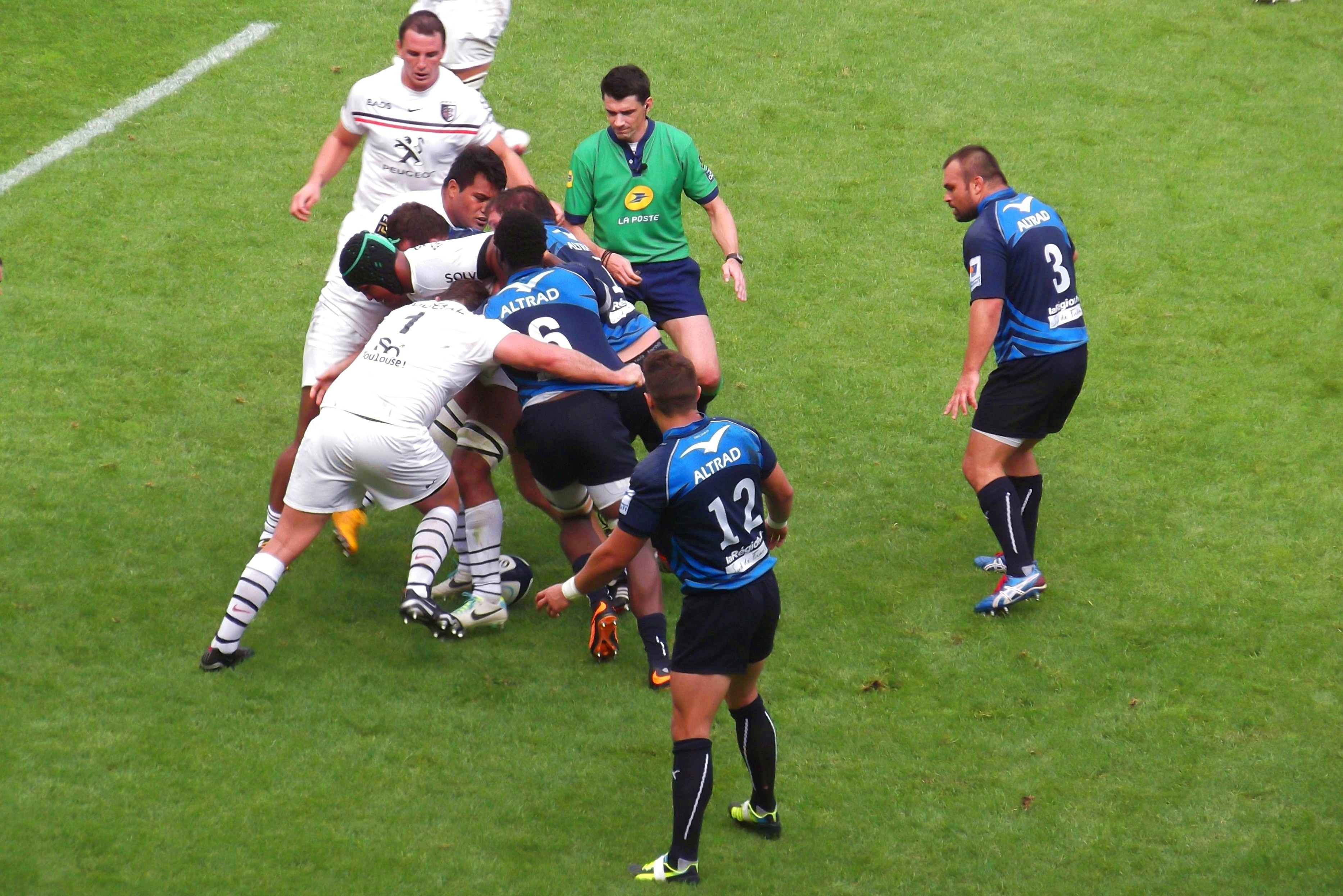
Montpellier-Toulouse (25-0).

Cette 4e journée se dispute en milieu de semaine. Lors de cette journée, le Montpellier HR se distingue en étant le seul club à s'imposer à l'extérieur grâce à sa victoire (29-36) sur l'Union Bordeaux Bègles qui disputait son premier match à domicile,.

#### 5ejournée
La 5e journée est la dernière de la série de trois en neuf jours. Montpellier HR s'illustre en signant une troisième victoire d'affilée. Le club héraultais bat le Stade toulousain sur le score de 25 à 0 pour le MHR grâce à trois essais signés Jonathan Pélissié, François Trinh-Duc, et Benoît Sicart et obtient le bonus offensif.

### 6ejournée

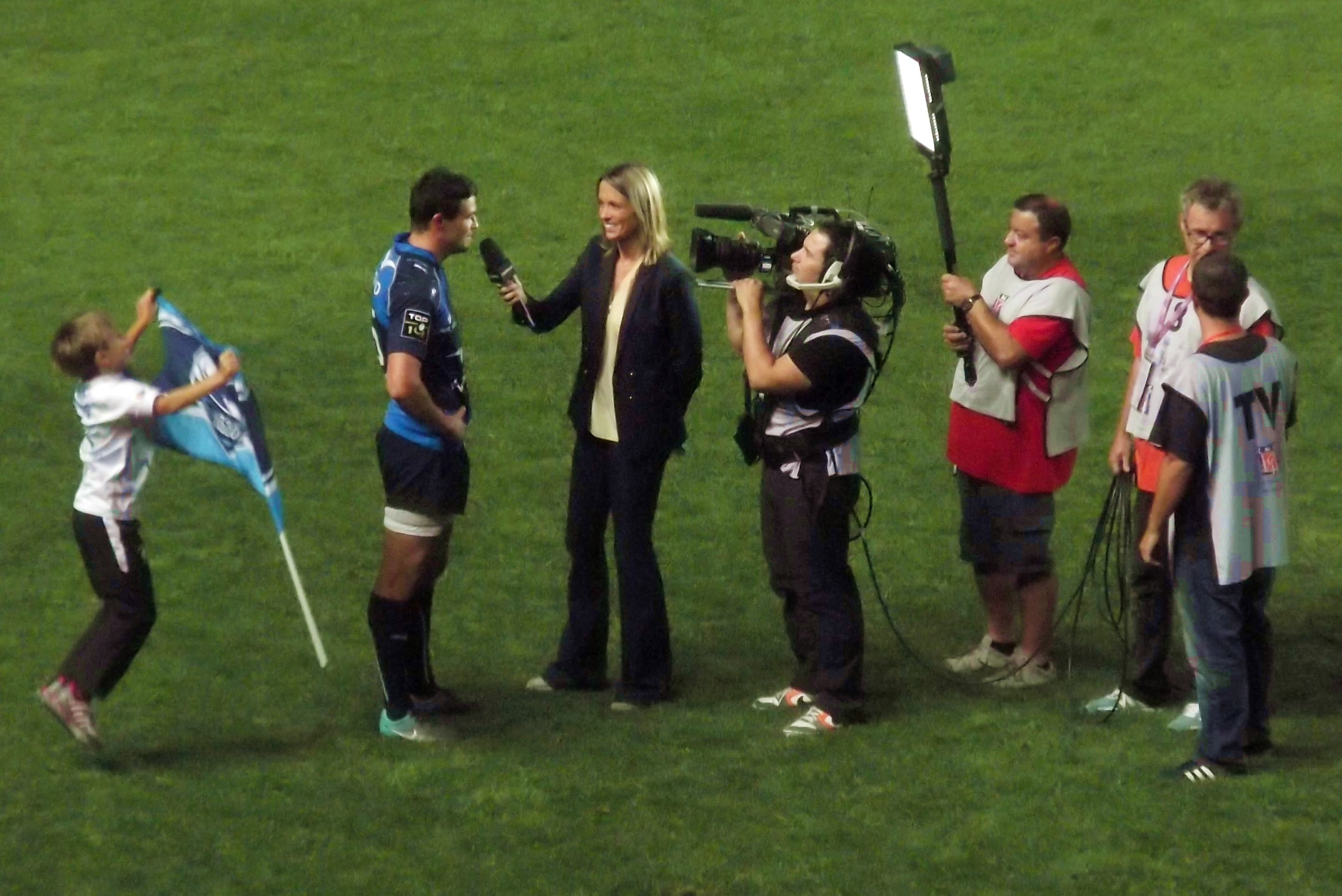
Isabelle Ithurburu interviewe Anthony Floch après le match MHR-Clermont (43-3).

La 6e journée est marquée par la défaite surprise de Montpellier. Une semaine après une cinglante victoire sur Toulouse, le XV héraultais, probablement fatigué, est défait 28 à 16 à Perpignan contre l'USAP, qui obtient le bonus offensif.

### 7ejournée
À domicile, Montpellier atomise l'ASM Clermont Auvergne (43-3).

### 8ejournée
Montpellier est battu à Paris (stade Jean-Bouin) par le Stade français (18-11).

### 9ejournée

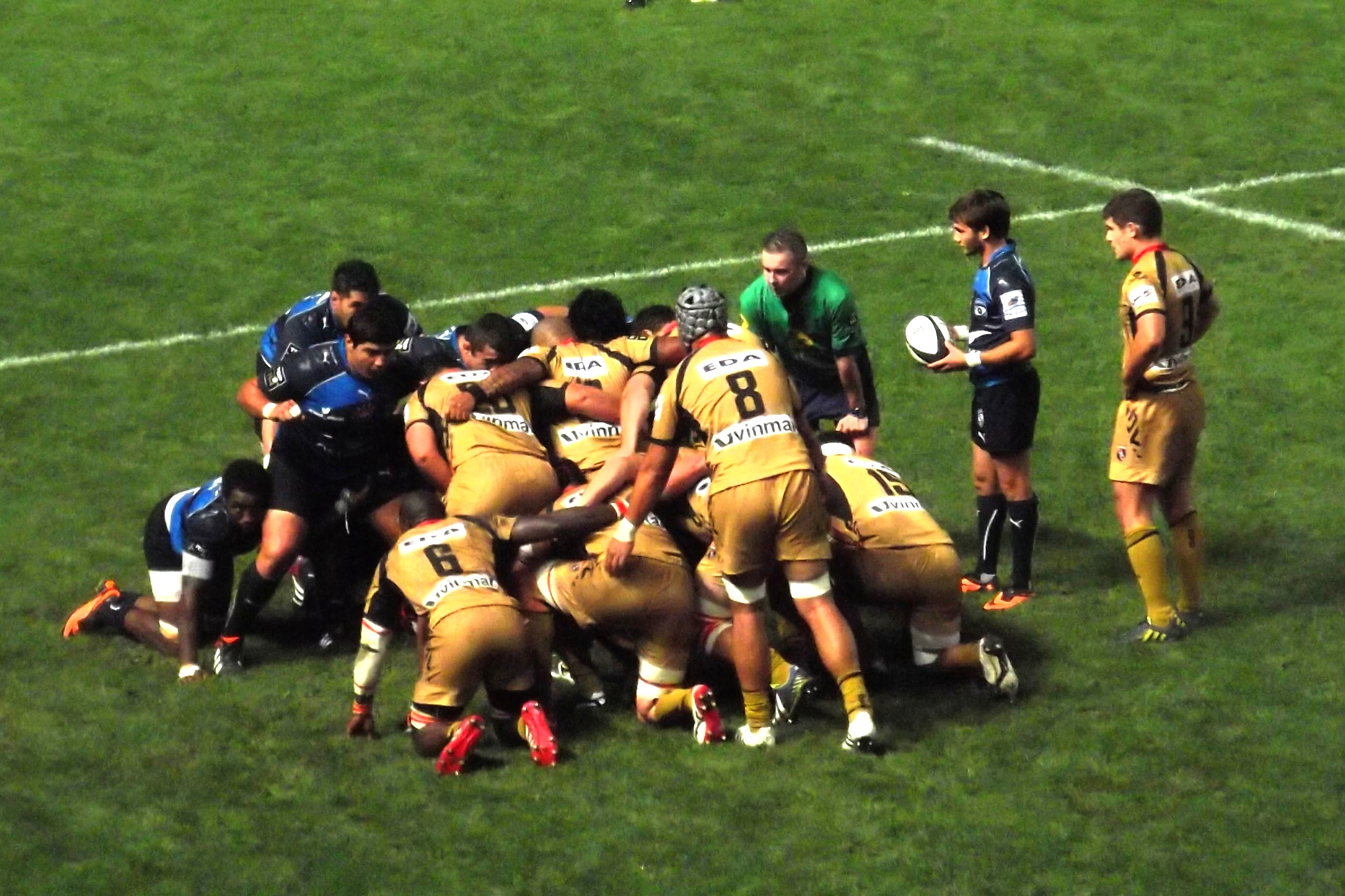
MHR-Oyonnax (45-20).

Le fait principal de la 9e journée est le resserrement en tête du classement. À la fin de cette journée, trois équipes sont à égalité à 27 points : Toulon, Montpellier, Toulouse. Toulon a battu Clermont à Nice 25 à 19 tirant profit de la maladresse du buteur clermontois Brock James. À Toulouse, le Stade toulousain a défait le Stade français 28 à 10 avec le bonus offensif. C'est leur cinquième victoire bonifiée en autant de rencontres à domicile. Enfin, Montpellier a étrillé 45 à 20 le promu Oyonnax lui passant six essais et s'adjugeant également le bonus offensif.

### 11ejournée
À domicile, Montpellier bat Grenoble (25-18).

### 12ejournée
Biarritz et Castres  obtiennent leurs premières victoires à l'extérieur respectivement face à CA Brive (14-9) et Montpellier (16-20) .

### 13ejournée
À domicile, le Racing Métro gagne face à Montpellier (17-12).

### 17ejournée

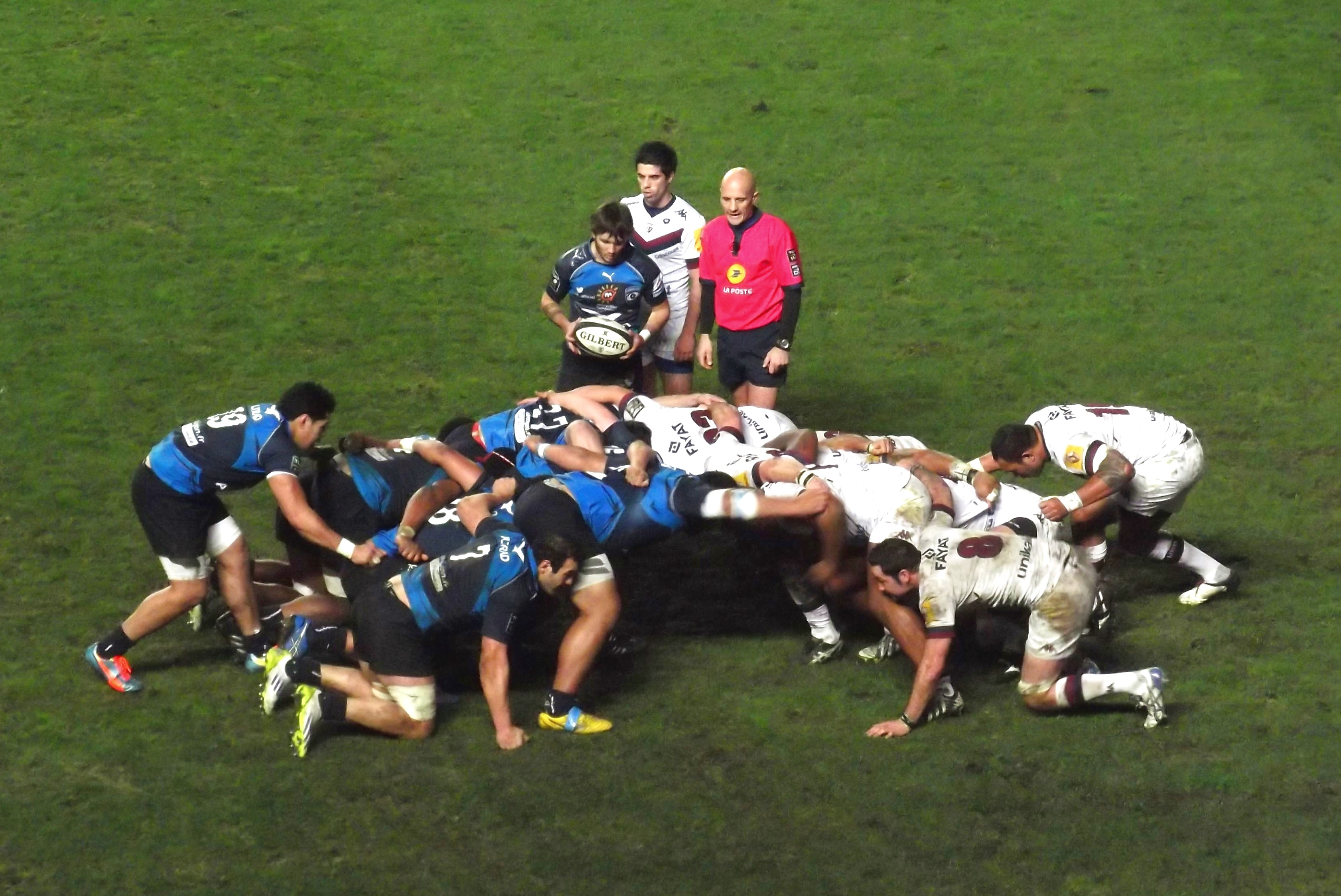
MHR-UBB (28-23).

Au stade Yves-du-Manoir, Montpellier bat l'Union Bordeaux Bègles (28 à 23).

### 18ejournée
Montpellier gagne à Toulouse (15-12).

### 19ejournée
Montpellier impressionne en s'imposant face à Perpignan (50-19).

### 22ejournée

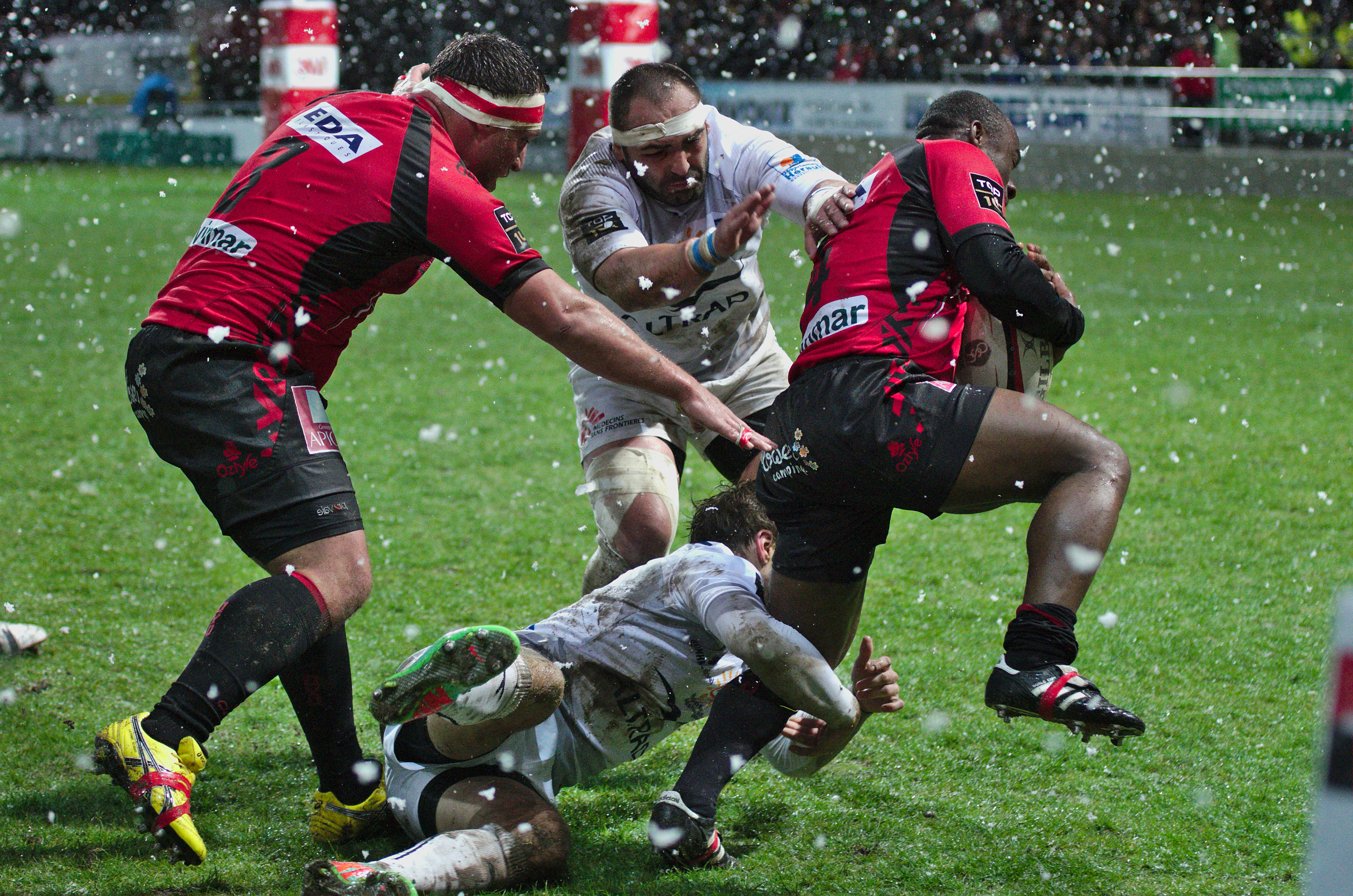
Oyonnax-Montpellier (8-22), sous la neige.

Oyonnax a concédé une défaite à domicile sous la neige, face aux  montpelliérains (8-22).

### 23ejournée
Montpellier prend la tête du classement après sa victoire 43-27 contre Bayonne.

### 24ejournée
Montpellier, le leader, gagne à Grenoble (36 à 30) et Toulon gagne à Bordeaux-Bègles (22 à 20).

### 25ejournée

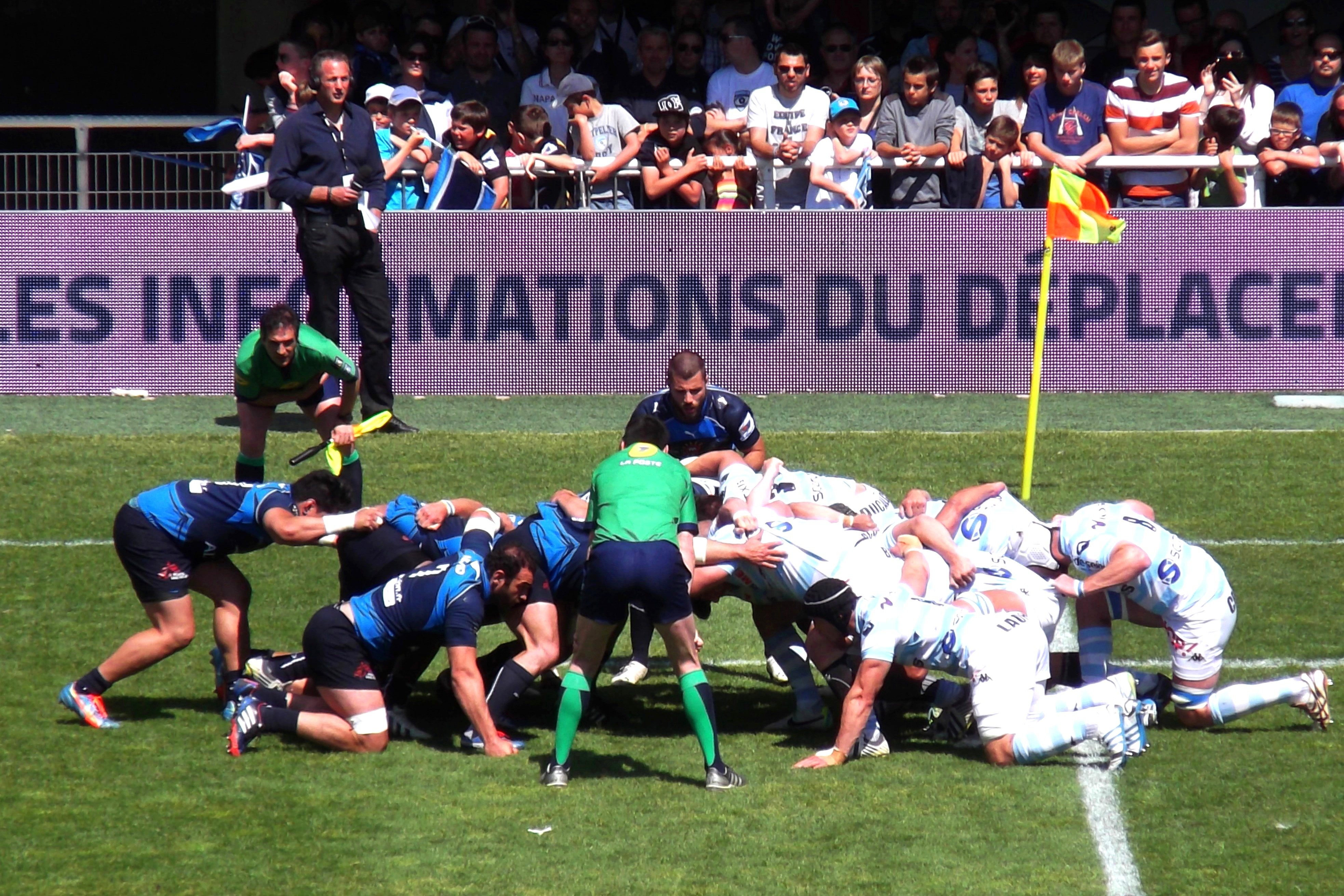
MHR-Racing Métro 92 (44-10).

Montpellier perd à Castres (22-15) et perd la première place.

### 26ejournée
Montpellier garde sa deuxième place grâce à sa victoire (bonifiée) contre le Racing Métro 92 (44-10).  Clermont, Toulouse, le Racing et Castres (respectivement troisième, quatrième, cinquième et sixième) se qualifient pour les barrages.

### Demi-finale
Le 17 mai 2014, au Stade Pierre-Mauroy, à Lille, le Montpellier HR est battu par Castres (19-22) devant plus de 49.000 spectateurs.
| 17 mai 2014 16 h 30 | Montpellier HR | 19 - 22 (10 - 13) | Castres olympique | Stade Pierre-Mauroy, Lille 49,257 spectateurs Arbitre : Pascal Gaüzère |
| 17 mai 2014 16 h 30 |                |                   |                   | Stade Pierre-Mauroy, Lille 49,257 spectateurs Arbitre : Pascal Gaüzère |
| 17 mai 2014 16 h 30 |                |                   |                   | Stade Pierre-Mauroy, Lille 49,257 spectateurs Arbitre : Pascal Gaüzère |

## Transferts d'inter-saison 2013
14 joueurs arrivent au club tandis que 18 le quittent ou mettent fin à leur carrière.

## Effectif professionnel
| Nom                   | Poste                           | Naissance         | Nationalité sportive | Sélections (points marqués) | Dernier club          | Arrivée au club |
| --------------------- | ------------------------------- | ----------------- | -------------------- | --------------------------- | --------------------- | --------------- |
| Thomas Bianchin       | Talonneur                       | 11 août 1987      | France               | -                           | Racing Métro 92       | 2013            |
| Charles Géli          | Talonneur                       | 26 mars 1987      | France               | -                           | USA Perpignan         | 2012            |
| Mickaël Ivaldi        | Talonneur                       | 20 février 1990   | France               | -                           | RC Toulon             | 2013            |
| Maximiliano Bustos    | Pilier                          | 2 avril 1986      | Argentine            | 4 (0)                       | Pampas XV             | 2011            |
| Barry Fa'amausili     | Pilier                          | 14 mai 1988       | Samoa                | -                           | San Gregorio          | 2012            |
| Juan Figallo          | Pilier                          | 25 mars 1988      | Argentine            | 17 (5)                      | Jockey de Salta       | 2009            |
| Paea Fa'anunu         | Pilier                          | 4 novembre 1988   | Nouvelle-Zélande     | -                           | Canterbury            | 2013            |
| Naama Leleimalefaga   | Pilier                          | 20 novembre 1987  | Samoa                | 2 (0)                       | Formé au club         | -               |
| Giorgi Mchedlishvili  | Pilier                          | 9 octobre 1986    | Géorgie              | -                           | Stade bagnérais       | 2014            |
| Nicolas Mas           | Pilier                          | 23 mai 1980       | France               | 63 (0)                      | USA Perpignan         | 2013            |
| Mikheil Nariashvili   | Pilier                          | 25 mai 1990       | Géorgie              | 11 (0)                      | RC Aia                | 2010            |
| Yvan Watremez         | Pilier                          | 21 avril 1989     | France               | 1 (0)                       | Biarritz Olympique    | 2012            |
| Mickael De Marco      | 2e ligne                        | 22 avril 1989     | France               | -                           | Formé au club         | -               |
| Jim Hamilton          | 2e ligne                        | 17 novembre 1982  | Écosse               | 48 (5)                      | Gloucester RFC        | 2013            |
| Thibaut Privat        | 2e ligne                        | 6 février 1979    | France               | 10 (0)                      | ASM Clermont          | 2011            |
| Robins Tchale-Watchou | 2e ligne                        | 10 mai 1983       | Cameroun             | ? (?)                       | USA Perpignan         | 2013            |
| Sitaleki Timani       | 2e ligne, 3e ligne aile         | 19 septembre 1986 | Australie            | 10 (0)                      | Waratahs              | 2013            |
| Alexandre Bias        | 3e ligne aile                   | 21 avril 1981     | France               | -                           | CA Brive              | 2012            |
| Mamuka Gorgodze       | 3e ligne aile                   | 14 juillet 1984   | Géorgie              | 51 (110)                    | Lelo Tbilissi         | 2005            |
| Kevin Gimeno          | 3e ligne aile                   | 11 septembre 1991 | France               | -                           | AS Béziers            | 2010            |
| Fulgence Ouedraogo    | 3e ligne aile                   | 21 juillet 1986   | France               | 33 (5)                      | Formé au club         | -               |
| Paul Grant            | 3e ligne aile                   | 27 octobre 1987   | Nouvelle-Zélande     | 9 (0)                       | Otago                 | 2013            |
| John Beattie          | 3e ligne centre                 | 21 novembre 1985  | Écosse               | 24 (15)                     | Glasgow Warriors      | 2012            |
| Alex Tulou            | 3e ligne centre                 | 21 mars 1987      | Samoa américaines    | -                           | CS Bourgoin-Jallieu   | 2010            |
| Benoît Paillaugue     | Demi de mêlée                   | 17 novembre 1987  | France               | -                           | FC Auch               | 2009            |
| Jonathan Pélissié     | Demi de mêlée, Demi d'ouverture | 6 juin 1988       | France               | -                           | FC Grenoble           | 2013            |
| Ilian Perraux         | Demi de mêlée, Demi d'ouverture | 4 avril 1992      | France               | -                           | Formé au club         | 2011            |
| François Trinh-Duc    | Demi d'ouverture                | 11 novembre 1986  | France               | 48 (70)                     | Formé au club         | -               |
| Thomas Combezou       | Centre                          | 26 janvier 1987   | France               | -                           | Stade rochelais       | 2011            |
| JP du Plessis         | Centre                          | 29 avril 1991     | Afrique du Sud       | -                           | Stormers              | 2013            |
| Robert Ebersohn       | Centre                          | 23 février 1989   | Afrique du Sud       | -                           | Cheetahs              | 2013            |
| Hamish Gard           | Centre, ouvreur                 | 21 juin 1985      | Nouvelle-Zélande     | -                           | Red Hurricanes        | 2012            |
| Wynand Olivier        | Centre                          | 11 juin 1983      | Afrique du Sud       | 37 (5)                      | Bulls                 | 2013            |
| Rene Ranger           | Centre, ailier                  | 30 septembre 1986 | Nouvelle-Zélande     | 6 (5)                       | Blues                 | 2013            |
| Yohann Artru          | Ailier                          | 31 mai 1992       | France               | -                           | Formé au club         | -               |
| Yoan Audrin           | Ailier                          | 14 août 1981      | France               | -                           | Castres olympique     | 2011            |
| Lucas Dupont          | Ailier                          | 19 mars 1990      | France               | -                           | FC Grenoble           | 2013            |
| Timoci Nagusa         | Ailier                          | 14 juillet 1987   | Fidji                | 12 (35)                     | Ulster                | 2010            |
| Anthony Tuitavake     | Ailier, centre                  | 12 février 1982   | Nouvelle-Zélande     | 6 (5)                       | NEC Green Rockets     | 2013            |
| Pierre Berard         | Arrière, ailier                 | 23 mai 1991       | France               | -                           | Formé au club         | -               |
| Anthony Floch         | Arrière                         | 12 février 1983   | France               | 3 (5)                       | ASM Clermont Auvergne | 2013            |
| Benoît Sicart         | Arrière                         | 23 avril 1990     | France               | -                           | Formé au club         | -               |

## Joueurs Espoirs appelés en équipe première
(Tableau à jour au 9 juillet 2013)
| Nom               | Poste            | Naissance         | Nationalité sportive | Titularisations avec les pros | Apparitions sur le banc pro | Points marqués avec les pros |
| ----------------- | ---------------- | ----------------- | -------------------- | ----------------------------- | --------------------------- | ---------------------------- |
| Gagi Bazadze      | Pilier           | 12 septembre 1992 | Géorgie              | 0                             | 0                           | 0                            |
| Tom Botha         | Pilier           | 31 août 1990      | Afrique du Sud       | 0                             | 0                           | 0                            |
| Bastien Le Picaut | Pilier           | 19 avril 1991     | France               | 0                             | 0                           | 0                            |
| Johan Aliouat     | 2e ligne         | 22 janvier 1993   | France               | 0                             | 0                           | 0                            |
| Louis Durbesson   | 3e ligne aile    | 12 janvier 1993   | France               | 0                             | 0                           | 0                            |
| Kélian Galletier  | 3e ligne aile    | 18 mars 1992      | France               | 0                             | 0                           | 0                            |
| Kevin Gimeno      | 3e ligne aile    | 11 septembre 1991 | France               | 0                             | 0                           | 0                            |
| Lasha Lomidze     | 3e ligne aile    | 30 juin 1992      | Géorgie              | 0                             | 0                           | 0                            |
| Fred Quercy       | 3e ligne aile    | 6 juillet 1991    | France               | 0                             | 0                           | 0                            |
| Éric Escande      | Demi de mêlée    | 18 novembre 1992  | France               | 0                             | 0                           | 0                            |
| Ilian Perraux     | Demi d'ouverture | 4 avril 1992      | France               | 0                             | 0                           | 0                            |
| Enzo Selponi      | Demi d'ouverture | 16 juin 1993      | France               | 0                             | 0                           | 0                            |
| Rudy Derrieux     | Centre           | 6 décembre 1993   | France               | 0                             | 0                           | 0                            |
| Joffrey Pouilles  | Centre           | 24 juin 1992      | France               | 0                             | 0                           | 0                            |

## Calendrier
| Date du match     | Domicile              | Extérieur            | Score (bonus)   | Lieu du match                  | Catégorie               | Classement |
| ----------------- | --------------------- | -------------------- | --------------- | ------------------------------ | ----------------------- | ---------- |
| 26 juillet 2013   | Montpellier HR        | CA Brive             | 31 - 6          | Saint-Affrique                 | Challenge Vaquerin      | -          |
| 3 août 2013       | Montpellier HR        | FC Grenoble          | 18 - 20         | Camarès                        | Challenge Vaquerin      | -          |
| 9 août 2013       | Montpellier HR        | Leicester Tigers     | 52 - 15         | Stade de Genève                | Legion Geneva Challenge | -          |
| 16 août 2013      | Montpellier HR        | RC Toulon            | 22 - 22         | Stade Yves-du-Manoir           | 1re journée de Top 14   | 7e         |
| 24 août 2013      | Biarritz olympique    | Montpellier HR       | 19 - 12 (d)     | Parc des sports d'Aguiléra     | 2e journée de Top 14    | 14e        |
| 31 août 2013      | Montpellier HR        | CA Brive             | 33 - 23         | Stade Yves-du-Manoir           | 3e journée de Top 14    | 9e         |
| 4 septembre 2013  | Bordeaux Bègles       | Montpellier HR       | (d) 29 - 36     | Stade André-Moga               | 4e journée de Top 14    | 5e         |
| 8 septembre 2013  | Montpellier HR        | Stade toulousain     | (o) 25 - 0      | Stade Yves-du-Manoir           | 5e journée de Top 14    | 2e         |
| 13 septembre 2013 | USA Perpignan         | Montpellier HR       | (o) 28 - 16     | Stade Aimé-Giral               | 6e journée de Top 14    | 6e         |
| 20 septembre 2013 | Montpellier HR        | ASM Clermont         | (o) 43 - 3      | Stade Yves-du-Manoir           | 7e journée de Top 14    | 3e         |
| 27 septembre 2013 | Stade français Paris  | Montpellier HR       | 18 - 11 (d)     | Stade Jean-Bouin               | 8e journée de Top 14    | 4e         |
| 5 octobre 2013    | Montpellier HR        | US Oyonnax           | (o) 45 - 20     | Stade Yves-du-Manoir           | 9e journée de Top 14    | 2e         |
| 12 octobre 2013   | Benetton Trévise      | Montpellier HR       | 10 - 27         | Stadio Comunale di Monigo      | 1re journée de H-Cup    | 1er        |
| 19 octobre 2013   | Montpellier HR        | Ulster               | 8 - 25          | Stade Yves-du-Manoir           | 2e journée de H-Cup     | 3e         |
| 26 octobre 2013   | Aviron bayonnais      | Montpellier HR       | 24 - 19 (d)     | Stade Jean-Dauger              | 10e journée de Top 14   | 4e         |
| 2 novembre 2013   | Montpellier HR        | FC Grenoble          | 25 - 18 (d)     | Stade Yves-du-Manoir           | 11e journée de Top 14   | 2e         |
| 23 novembre 2013  | Montpellier HR        | Castres olympique    | (d) 16 - 20     | Stade Yves-du-Manoir           | 12e journée de Top 14   | 4e         |
| 30 novembre 2013  | Racing Métro 92       | Montpellier HR       | 17 - 12 (d)     | Stade olympique Yves-du-Manoir | 13e journée de Top 14   | 6e         |
| 7 décembre 2013   | Leicester Tigers      | Montpellier HR       | (o) 41 - 32 (o) | Welford Road Stadium           | 3e journée de H-Cup     | 3e         |
| 14 décembre 2013  | Montpellier HR        | Leicester Tigers     | (d) 14 - 15     | Stade Yves-du-Manoir           | 4e journée de H-Cup     | 3e         |
| 20 décembre 2013  | RC Toulon             | Montpellier HR       | (o) 43 - 10     | Stade Mayol                    | 14e journée de Top 14   | 6e         |
| 29 décembre 2013  | Montpellier HR        | Biarritz olympique   | (o) 48 - 22     | Stade Yves-du-Manoir           | 15e journée de Top 14   | 6e         |
| 4 janvier 2014    | CA Brive              | Montpellier HR       | 15 - 9 (d)      | Stade Amédée-Domenech          | 16e journée de Top 14   | 7e         |
| 11 janvier 2014   | Ulster                | Montpellier HR       | 27 - 16         | Ravenhill Stadium              | 5e journée de H-Cup     | 3e         |
| 18 janvier 2014   | Montpellier HR        | Benetton Trévise     | (o) 24 - 6      | Stade Yves-du-Manoir           | 6e journée de H-Cup     | 3e         |
| 25 janvier 2014   | Montpellier HR        | Bordeaux Bègles      | 28 - 23 (d)     | Stade Yves-du-Manoir           | 17e journée de Top 14   | 5e         |
| 8 février 2014    | Stade toulousain      | Montpellier HR       | (d) 12 - 15     | Stade Ernest-Wallon            | 18e journée de Top 14   | 4e         |
| 15 février 2014   | Montpellier HR        | USA Perpignan        | (o) 50 - 19     | Stade Yves-du-Manoir           | 19e journée de Top 14   | 2e         |
| 22 février 2014   | ASM Clermont Auvergne | Montpellier HR       | (o) 42 - 16     | Stade Marcel-Michelin          | 20e journée de Top 14   | 5e         |
| 28 février 2014   | Montpellier HR        | Stade français Paris | 19 - 10         | Stade Yves-du-Manoir           | 21e journée de Top 14   | 3e         |
| 22 mars 2014      | SU Oyonnax            | Montpellier HR       | 8 - 22          | Stade Charles-Mathon           | 22e journée de Top 14   | 3e         |
| 29 mars 2014      | Montpellier HR        | Aviron bayonnais     | (o) 43 - 27     | Stade Yves-du-Manoir           | 23e journée de Top 14   | 1er        |
| 12 avril 2014     | FC Grenoble           | Montpellier HR       | (d) 30 - 36     | Stade Lesdiguières             | 24e journée de Top 14   | 1er        |
| 18 avril 2014     | Castres olympique     | Montpellier HR       | 22 - 15 (d)     | Stade Pierre-Antoine           | 25e journée de Top 14   | 2e         |
| 3 mai 2014        | Montpellier HR        | Racing Métro 92      | (o) 44 - 10     | Stade Yves-du-Manoir           | 26e journée de Top 14   | 2e         |
| 17 mai 2014       | Montpellier HR        | Castres olympique    | 19 - 22         | Stade Pierre-Mauroy            | Demi-finale du Top 14   | Éliminé    |

## Statistiques

### Statistiques collectives
| Rang | Club                  | J  | V  | N | D  | Em | Ee | Bo | Bd | Pm  | Pe  | Diff | Pts |
| ---- | --------------------- | -- | -- | - | -- | -- | -- | -- | -- | --- | --- | ---- | --- |
| 1    | RC Toulon             | 26 | 16 | 1 | 9  | 54 | 27 | 5  | 6  | 660 | 466 | +194 | 77  |
| 2    | Montpellier HR        | 26 | 15 | 1 | 10 | 59 | 46 | 7  | 7  | 670 | 525 | +145 | 76  |
| 3    | ASM Clermont          | 26 | 15 | 1 | 10 | 59 | 37 | 6  | 5  | 659 | 500 | +159 | 73  |
| 4    | Stade toulousain      | 26 | 13 | 2 | 11 | 53 | 30 | 7  | 6  | 548 | 442 | +106 | 69  |
| 5    | Racing 92             | 26 | 15 | 2 | 9  | 32 | 34 | 1  | 4  | 459 | 448 | +11  | 69  |
| 6    | Castres olympique     | 26 | 13 | 2 | 11 | 50 | 35 | 6  | 4  | 567 | 488 | +79  | 66  |
| 7    | Stade français Paris  | 26 | 14 | 1 | 11 | 46 | 46 | 3  | 4  | 529 | 496 | +33  | 65  |
| 8    | Union Bordeaux Bègles | 26 | 13 | 0 | 13 | 58 | 44 | 5  | 7  | 629 | 573 | +56  | 64  |
| 9    | CA Brive              | 26 | 11 | 2 | 13 | 32 | 36 | 4  | 9  | 473 | 476 | -3   | 61  |
| 10   | Aviron bayonnais      | 26 | 11 | 1 | 14 | 29 | 48 | 1  | 7  | 424 | 549 | -125 | 54  |
| 11   | FC Grenoble           | 26 | 11 | 2 | 13 | 32 | 52 | 1  | 4  | 465 | 625 | -160 | 53  |
| 12   | Oyonnax Rugby         | 26 | 11 | 1 | 14 | 34 | 49 | 1  | 4  | 456 | 562 | -106 | 51  |
| 13   | USA Perpignan         | 26 | 10 | 1 | 15 | 35 | 48 | 2  | 7  | 486 | 593 | -107 | 51  |
| 14   | Biarritz olympique    | 26 | 5  | 1 | 20 | 27 | 68 | 0  | 8  | 374 | 656 | -282 | 30  |

| Rang | Équipe           | J | V | N | D | Em | Ee | Bo | Bd | Pm  | Pe  | Diff | Pts |
| ---- | ---------------- | - | - | - | - | -- | -- | -- | -- | --- | --- | ---- | --- |
| 1    | Ulster           | 6 | 6 | 0 | 0 | 17 | 4  | 2  | 0  | 179 | 62  | +117 | 26  |
| 2    | Leicester Tigers | 6 | 4 | 0 | 2 | 16 | 9  | 3  | 2  | 159 | 112 | +47  | 21  |
| 3    | Montpellier HR   | 6 | 2 | 0 | 4 | 14 | 11 | 2  | 0  | 121 | 124 | -3   | 10  |
| 4    | Benetton Trévise | 6 | 0 | 0 | 6 | 2  | 25 | 0  | 0  | 41  | 202 | -161 | 0   |

### Statistiques individuelles
(Tableau à jour au 9 juillet 2013)
| Joueur                | Poste            | Top 14 | Top 14 | Top 14 | Top 14 | Top 14 | Top 14 | Top 14 | Top 14 | Top 14 |    | H-Cup | H-Cup | H-Cup | H-Cup | H-Cup | H-Cup | H-Cup | H-Cup | H-Cup |      | Total | Total | Total | Total | Total | Total | Total | Total | Total |
| Joueur                | Poste            | TJ     | Tit.   | Rem.   | E      | T      | P      | D      | CJ     | CR     | TJ | Tit.  | Rem.  | E     | T     | P     | D     | CJ    | CR    | TJ    | Tit. | Rem.  | E     | T     | P     | D     | CJ    | CR    |       |       |
| --------------------- | ---------------- | ------ | ------ | ------ | ------ | ------ | ------ | ------ | ------ | ------ | -- | ----- | ----- | ----- | ----- | ----- | ----- | ----- | ----- | ----- | ---- | ----- | ----- | ----- | ----- | ----- | ----- | ----- | ----- | ----- |
| Thomas Bianchin       | Talonneur        | 0      | 0      | 0      | 0      | 0      | 0      | 0      | 0      | 0      |    | 0     | 0     | 0     | 0     | 0     | 0     | 0     | 0     | 0     |      | 0     | 0     | 0     | 0     | 0     | 0     | 0     | 0     | 0     |
| Charles Géli          | Talonneur        | 0      | 0      | 0      | 0      | 0      | 0      | 0      | 0      | 0      | 0  | 0     | 0     | 0     | 0     | 0     | 0     | 0     | 0     | 0     | 0    | 0     | 0     | 0     | 0     | 0     | 0     | 0     |       |       |
| Mickaël Ivaldi        | Talonneur        | 0      | 0      | 0      | 0      | 0      | 0      | 0      | 0      | 0      | 0  | 0     | 0     | 0     | 0     | 0     | 0     | 0     | 0     | 0     | 0    | 0     | 0     | 0     | 0     | 0     | 0     | 0     |       |       |
| Maximiliano Bustos    | Pilier           | 0      | 0      | 0      | 0      | 0      | 0      | 0      | 0      | 0      | 0  | 0     | 0     | 0     | 0     | 0     | 0     | 0     | 0     | 0     | 0    | 0     | 0     | 0     | 0     | 0     | 0     | 0     |       |       |
| Barry Fa'amausili     | Pilier           | 0      | 0      | 0      | 0      | 0      | 0      | 0      | 0      | 0      | 0  | 0     | 0     | 0     | 0     | 0     | 0     | 0     | 0     | 0     | 0    | 0     | 0     | 0     | 0     | 0     | 0     | 0     |       |       |
| Juan Figallo          | Pilier           | 0      | 0      | 0      | 0      | 0      | 0      | 0      | 0      | 0      | 0  | 0     | 0     | 0     | 0     | 0     | 0     | 0     | 0     | 0     | 0    | 0     | 0     | 0     | 0     | 0     | 0     | 0     |       |       |
| Naama Leleimalefaga   | Pilier           | 0      | 0      | 0      | 0      | 0      | 0      | 0      | 0      | 0      | 0  | 0     | 0     | 0     | 0     | 0     | 0     | 0     | 0     | 0     | 0    | 0     | 0     | 0     | 0     | 0     | 0     | 0     |       |       |
| Nicolas Mas           | Pilier           | 0      | 0      | 0      | 0      | 0      | 0      | 0      | 0      | 0      | 0  | 0     | 0     | 0     | 0     | 0     | 0     | 0     | 0     | 0     | 0    | 0     | 0     | 0     | 0     | 0     | 0     | 0     |       |       |
| Mikheil Nariashvili   | Pilier           | 0      | 0      | 0      | 0      | 0      | 0      | 0      | 0      | 0      | 0  | 0     | 0     | 0     | 0     | 0     | 0     | 0     | 0     | 0     | 0    | 0     | 0     | 0     | 0     | 0     | 0     | 0     |       |       |
| Yvan Watremez         | Pilier           | 0      | 0      | 0      | 0      | 0      | 0      | 0      | 0      | 0      | 0  | 0     | 0     | 0     | 0     | 0     | 0     | 0     | 0     | 0     | 0    | 0     | 0     | 0     | 0     | 0     | 0     | 0     |       |       |
| Mickael De Marco      | 2e ligne         | 0      | 0      | 0      | 0      | 0      | 0      | 0      | 0      | 0      | 0  | 0     | 0     | 0     | 0     | 0     | 0     | 0     | 0     | 0     | 0    | 0     | 0     | 0     | 0     | 0     | 0     | 0     |       |       |
| Jim Hamilton          | 2e ligne         | 0      | 0      | 0      | 0      | 0      | 0      | 0      | 0      | 0      | 0  | 0     | 0     | 0     | 0     | 0     | 0     | 0     | 0     | 0     | 0    | 0     | 0     | 0     | 0     | 0     | 0     | 0     |       |       |
| Thibaut Privat        | 2e ligne         | 0      | 0      | 0      | 0      | 0      | 0      | 0      | 0      | 0      | 0  | 0     | 0     | 0     | 0     | 0     | 0     | 0     | 0     | 0     | 0    | 0     | 0     | 0     | 0     | 0     | 0     | 0     |       |       |
| Robins Tchale-Watchou | 2e ligne         | 0      | 0      | 0      | 0      | 0      | 0      | 0      | 0      | 0      | 0  | 0     | 0     | 0     | 0     | 0     | 0     | 0     | 0     | 0     | 0    | 0     | 0     | 0     | 0     | 0     | 0     | 0     |       |       |
| Sitaleki Timani       | 2e ligne         | 0      | 0      | 0      | 0      | 0      | 0      | 0      | 0      | 0      | 0  | 0     | 0     | 0     | 0     | 0     | 0     | 0     | 0     | 0     | 0    | 0     | 0     | 0     | 0     | 0     | 0     | 0     |       |       |
| Alexandre Bias        | 3e ligne aile    | 0      | 0      | 0      | 0      | 0      | 0      | 0      | 0      | 0      | 0  | 0     | 0     | 0     | 0     | 0     | 0     | 0     | 0     | 0     | 0    | 0     | 0     | 0     | 0     | 0     | 0     | 0     |       |       |
| Kélian Galletier      | 3e ligne aile    | 10     | 0      | 0      | 0      | 0      | 0      | 0      | 0      | 0      | 0  | 0     | 0     | 0     | 0     | 0     | 0     | 0     | 0     | 0     | 0    | 0     | 0     | 0     | 0     | 0     | 0     | 0     |       |       |
| Mamuka Gorgodze       | 3e ligne aile    | 0      | 0      | 0      | 0      | 0      | 0      | 0      | 0      | 0      | 0  | 0     | 0     | 0     | 0     | 0     | 0     | 0     | 0     | 0     | 0    | 0     | 0     | 0     | 0     | 0     | 0     | 0     |       |       |
| Fulgence Ouedraogo    | 3e ligne aile    | 0      | 0      | 0      | 0      | 0      | 0      | 0      | 0      | 0      | 0  | 0     | 0     | 0     | 0     | 0     | 0     | 0     | 0     | 0     | 0    | 0     | 0     | 0     | 0     | 0     | 0     | 0     |       |       |
| John Beattie          | 3e ligne centre  | 0      | 0      | 0      | 0      | 0      | 0      | 0      | 0      | 0      | 0  | 0     | 0     | 0     | 0     | 0     | 0     | 0     | 0     | 0     | 0    | 0     | 0     | 0     | 0     | 0     | 0     | 0     |       |       |
| Alex Tulou            | 3e ligne centre  | 0      | 0      | 0      | 0      | 0      | 0      | 0      | 0      | 0      | 0  | 0     | 0     | 0     | 0     | 0     | 0     | 0     | 0     | 0     | 0    | 0     | 0     | 0     | 0     | 0     | 0     | 0     |       |       |
| Éric Escande          | Demi de mêlée    | 0      | 0      | 0      | 0      | 0      | 0      | 0      | 0      | 0      | 0  | 0     | 0     | 0     | 0     | 0     | 0     | 0     | 0     | 0     | 0    | 0     | 0     | 0     | 0     | 0     | 0     | 0     |       |       |
| Benoît Paillaugue     | Demi de mêlée    | 0      | 0      | 0      | 0      | 0      | 0      | 0      | 0      | 0      | 0  | 0     | 0     | 0     | 0     | 0     | 0     | 0     | 0     | 0     | 0    | 0     | 0     | 0     | 0     | 0     | 0     | 0     |       |       |
| Jonathan Pélissié     | Demi de mêlée    | 0      | 0      | 0      | 0      | 0      | 0      | 0      | 0      | 0      | 0  | 0     | 0     | 0     | 0     | 0     | 0     | 0     | 0     | 0     | 0    | 0     | 0     | 0     | 0     | 0     | 0     | 0     |       |       |
| Ilian Perraux         | Demi d'ouverture | 0      | 0      | 0      | 0      | 0      | 0      | 0      | 0      | 0      | 0  | 0     | 0     | 0     | 0     | 0     | 0     | 0     | 0     | 0     | 0    | 0     | 0     | 0     | 0     | 0     | 0     | 0     |       |       |
| François Trinh-Duc    | Demi d'ouverture | 0      | 0      | 0      | 0      | 0      | 0      | 0      | 0      | 0      | 0  | 0     | 0     | 0     | 0     | 0     | 0     | 0     | 0     | 0     | 0    | 0     | 0     | 0     | 0     | 0     | 0     | 0     |       |       |
| Thomas Combezou       | Centre           | 0      | 0      | 0      | 0      | 0      | 0      | 0      | 0      | 0      | 0  | 0     | 0     | 0     | 0     | 0     | 0     | 0     | 0     | 0     | 0    | 0     | 0     | 0     | 0     | 0     | 0     | 0     |       |       |
| JP du Plessis         | Centre           | 0      | 0      | 0      | 0      | 0      | 0      | 0      | 0      | 0      | 0  | 0     | 0     | 0     | 0     | 0     | 0     | 0     | 0     | 0     | 0    | 0     | 0     | 0     | 0     | 0     | 0     | 0     |       |       |
| Robert Ebersohn       | Centre           | 0      | 0      | 0      | 0      | 0      | 0      | 0      | 0      | 0      | 0  | 0     | 0     | 0     | 0     | 0     | 0     | 0     | 0     | 0     | 0    | 0     | 0     | 0     | 0     | 0     | 0     | 0     |       |       |
| Hamish Gard           | Centre           | 0      | 0      | 0      | 0      | 0      | 0      | 0      | 0      | 0      | 0  | 0     | 0     | 0     | 0     | 0     | 0     | 0     | 0     | 0     | 0    | 0     | 0     | 0     | 0     | 0     | 0     | 0     |       |       |
| Wynand Olivier        | Centre           | 0      | 0      | 0      | 0      | 0      | 0      | 0      | 0      | 0      | 0  | 0     | 0     | 0     | 0     | 0     | 0     | 0     | 0     | 0     | 0    | 0     | 0     | 0     | 0     | 0     | 0     | 0     |       |       |
| Anthony Tuitavake     | Centre           | 0      | 0      | 0      | 0      | 0      | 0      | 0      | 0      | 0      | 0  | 0     | 0     | 0     | 0     | 0     | 0     | 0     | 0     | 0     | 0    | 0     | 0     | 0     | 0     | 0     | 0     | 0     |       |       |
| Yohann Artru          | Ailier           | 0      | 0      | 0      | 0      | 0      | 0      | 0      | 0      | 0      | 0  | 0     | 0     | 0     | 0     | 0     | 0     | 0     | 0     | 0     | 0    | 0     | 0     | 0     | 0     | 0     | 0     | 0     |       |       |
| Yoan Audrin           | Ailier           | 0      | 0      | 0      | 0      | 0      | 0      | 0      | 0      | 0      | 0  | 0     | 0     | 0     | 0     | 0     | 0     | 0     | 0     | 0     | 0    | 0     | 0     | 0     | 0     | 0     | 0     | 0     |       |       |
| Lucas Dupont          | Ailier           | 0      | 0      | 0      | 0      | 0      | 0      | 0      | 0      | 0      | 0  | 0     | 0     | 0     | 0     | 0     | 0     | 0     | 0     | 0     | 0    | 0     | 0     | 0     | 0     | 0     | 0     | 0     |       |       |
| Timoci Nagusa         | Ailier           | 0      | 0      | 0      | 0      | 0      | 0      | 0      | 0      | 0      | 0  | 0     | 0     | 0     | 0     | 0     | 0     | 0     | 0     | 0     | 0    | 0     | 0     | 0     | 0     | 0     | 0     | 0     |       |       |
| Rene Ranger           | Ailier           | 0      | 0      | 0      | 0      | 0      | 0      | 0      | 0      | 0      | 0  | 0     | 0     | 0     | 0     | 0     | 0     | 0     | 0     | 0     | 0    | 0     | 0     | 0     | 0     | 0     | 0     | 0     |       |       |
| Pierre Berard         | Arrière          | 0      | 0      | 0      | 0      | 0      | 0      | 0      | 0      | 0      | 0  | 0     | 0     | 0     | 0     | 0     | 0     | 0     | 0     | 0     | 0    | 0     | 0     | 0     | 0     | 0     | 0     | 0     |       |       |
| Anthony Floch         | Arrière          | 0      | 0      | 0      | 0      | 0      | 0      | 0      | 0      | 0      | 0  | 0     | 0     | 0     | 0     | 0     | 0     | 0     | 0     | 0     | 0    | 0     | 0     | 0     | 0     | 0     | 0     | 0     |       |       |
| Benoît Sicart         | Arrière          | 0      | 0      | 0      | 0      | 0      | 0      | 0      | 0      | 0      | 0  | 0     | 0     | 0     | 0     | 0     | 0     | 0     | 0     | 0     | 0    | 0     | 0     | 0     | 0     | 0     | 0     | 0     |       |       |

### Meilleurs réalisateurs
(Tableaux à jour au 9 juillet 2013)

#### Top 14

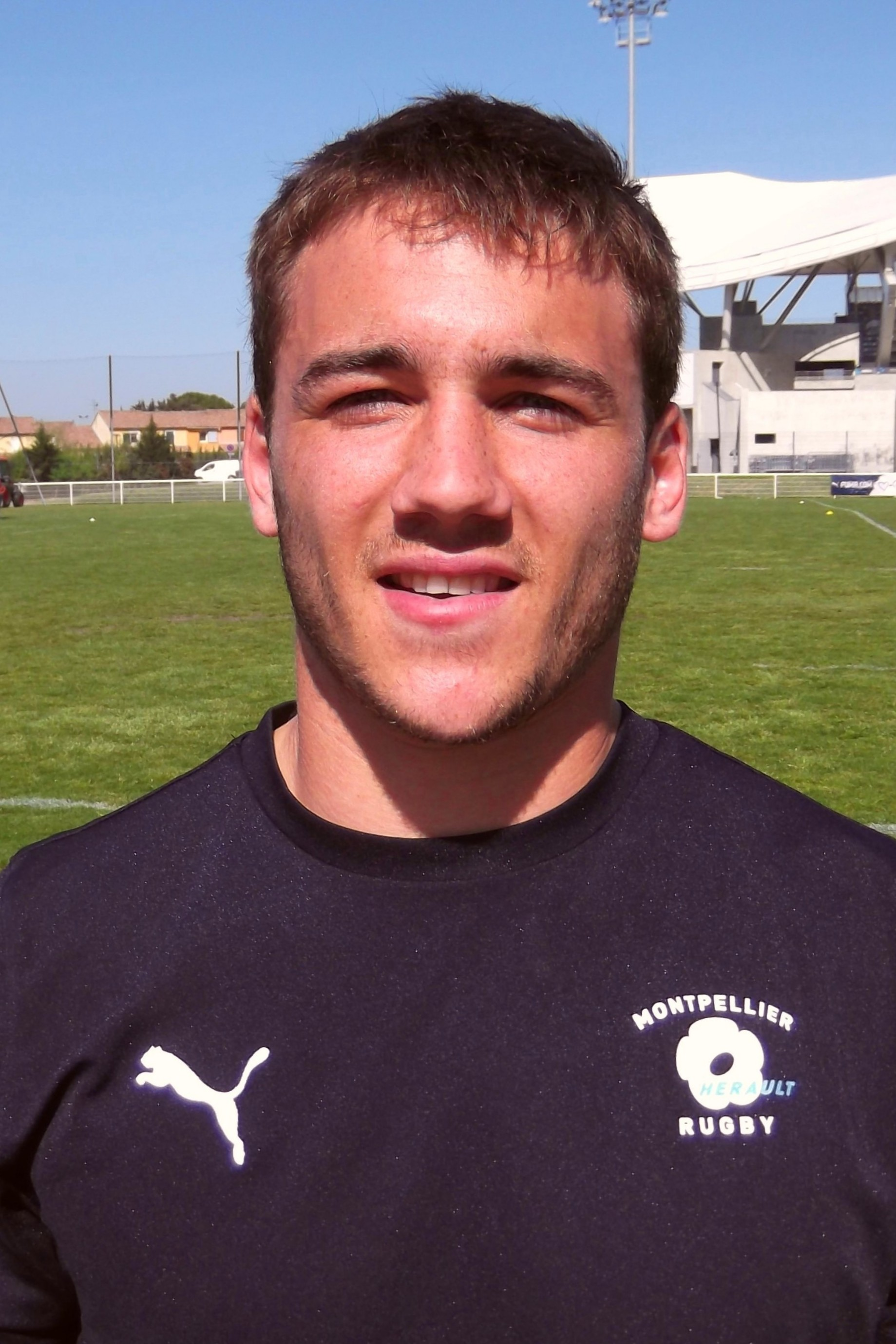
Benoît Paillaugue

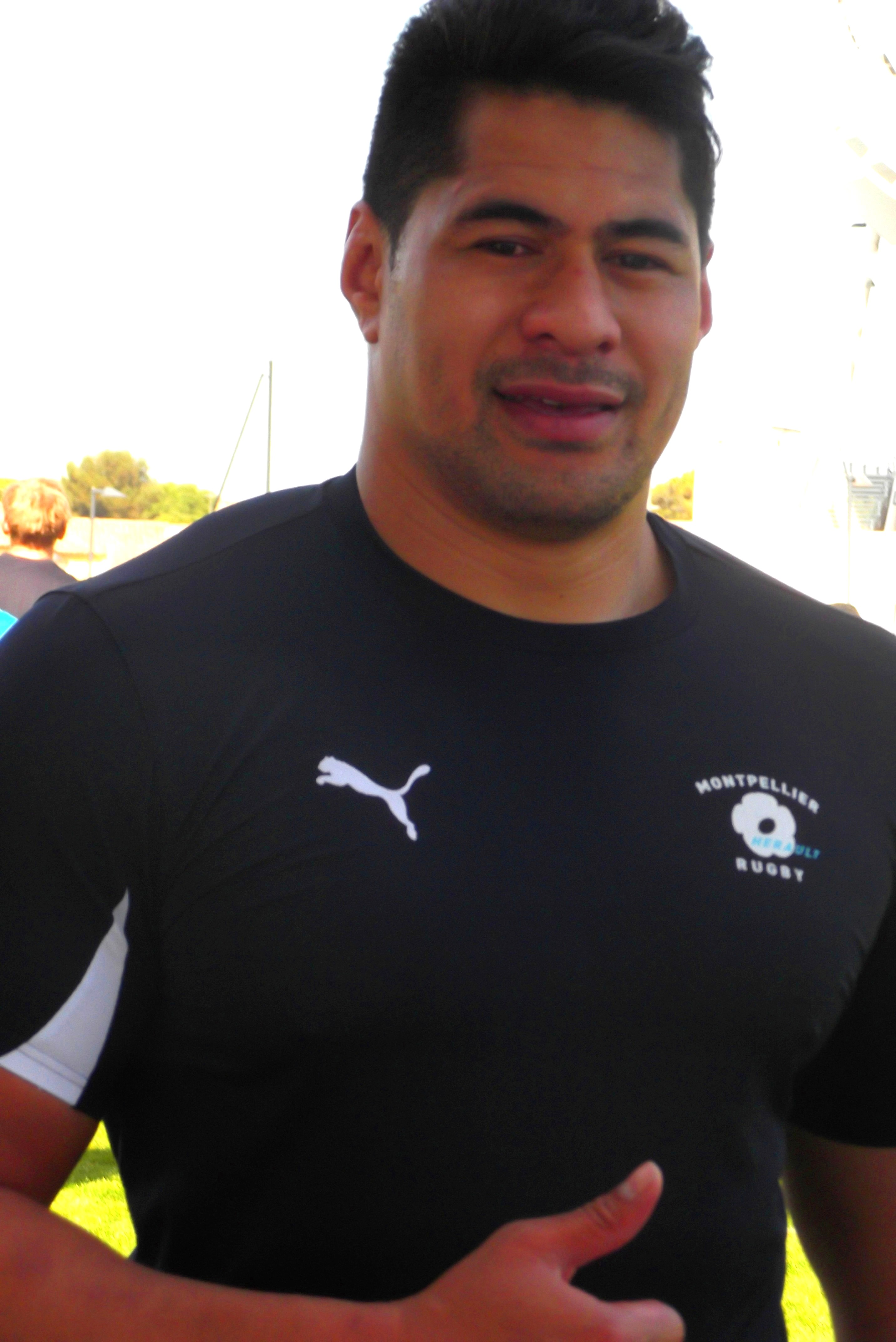
Alex Tulou

| Rang | Joueur            | Points | Essais | Transf. | Pén. | Drops |
| ---- | ----------------- | ------ | ------ | ------- | ---- | ----- |
| 1    | Benoît Paillaugue | 170    | 2      | 26      | 36   | 0     |
| 2    | -                 | 0      | 0      | 0       | 0    | 0     |
| 3    | -                 | 0      | 0      | 0       | 0    | 0     |
| 4    | -                 | 0      | 0      | 0       | 0    | 0     |
| 5    | -                 | 0      | 0      | 0       | 0    | 0     |

#### HCup

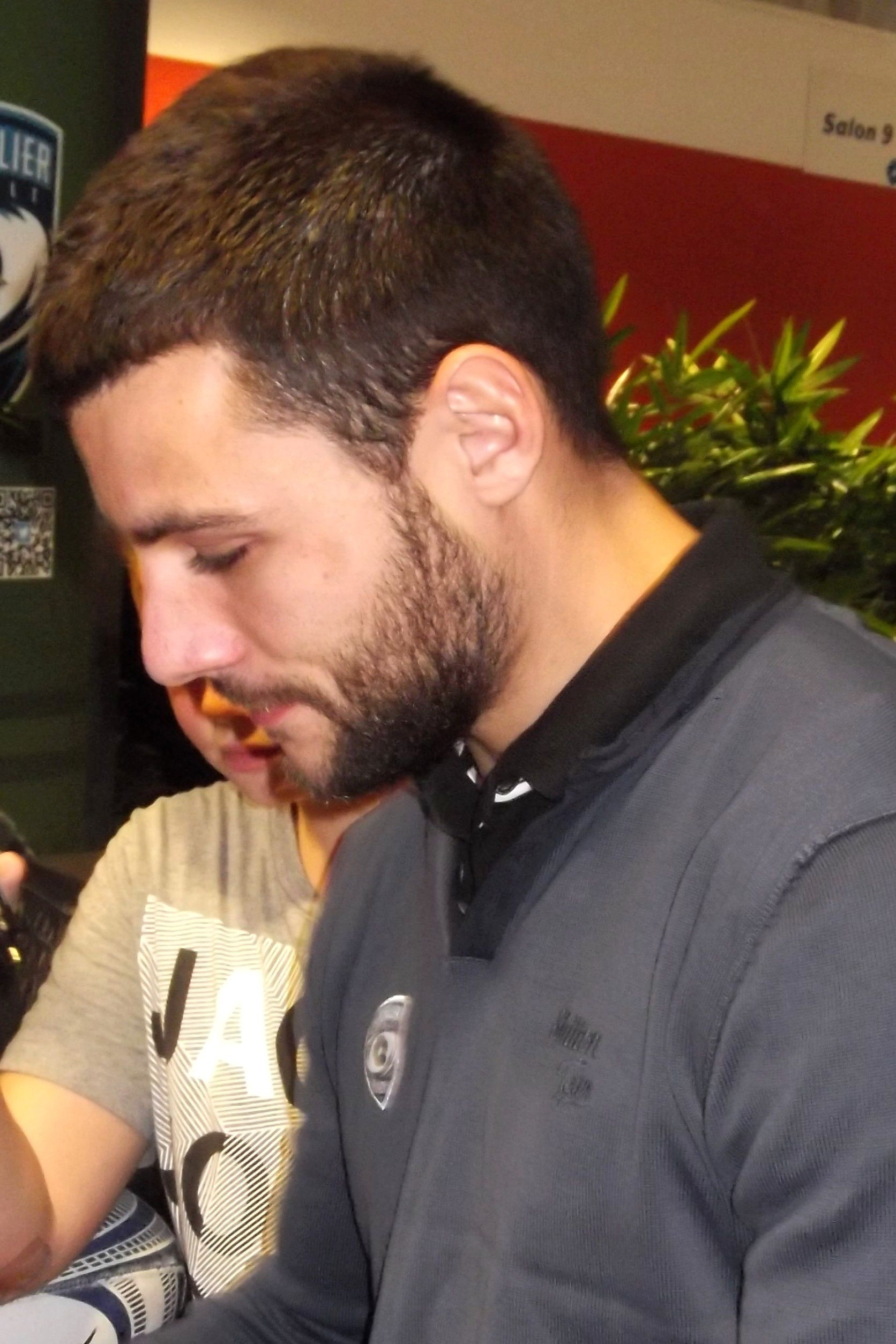
Jonathan Pélissié

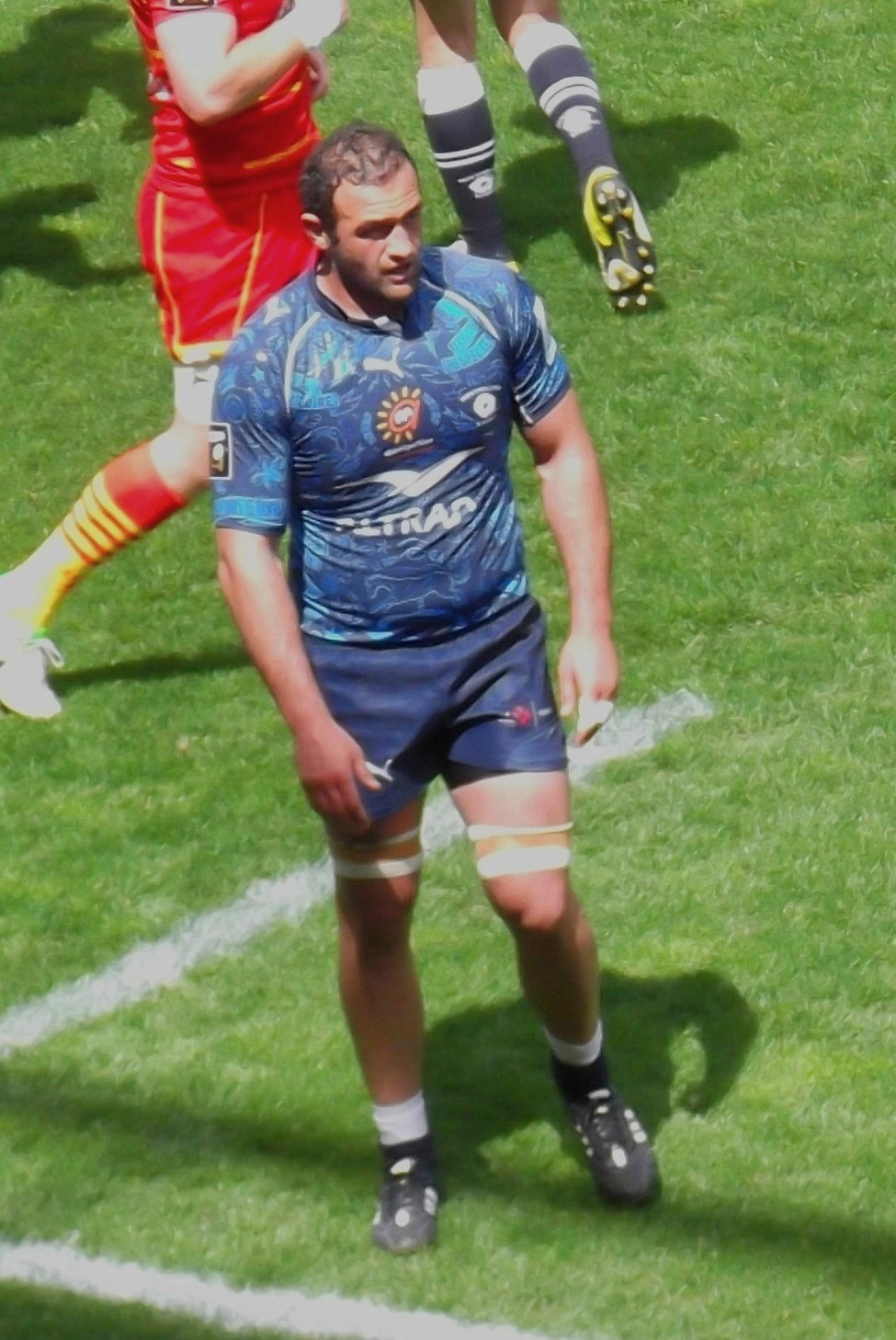
Mamuka Gorgodze

| Rang | Joueur            | Points | Essais | Transf. | Pén. | Drops |
| ---- | ----------------- | ------ | ------ | ------- | ---- | ----- |
| 1    | Jonathan Pélissié | 23     | 1      | 3       | 4    | 0     |
| 2    | -                 | 0      | 0      | 0       | 0    | 0     |
| 3    | -                 | 0      | 0      | 0       | 0    | 0     |
| 4    | -                 | 0      | 0      | 0       | 0    | 0     |
| 5    | -                 | 0      | 0      | 0       | 0    | 0     |

### Meilleurs marqueurs
(Tableaux à jour au 9 juillet 2013)

#### Top 14
| Rang | Joueur        | Essais |
| ---- | ------------- | ------ |
| 1    | Timoci Nagusa | 10     |
| 2    | Alex Tulou    | 7      |
| 3    | -             | 0      |
| 4    | -             | 0      |
| 5    | -             | 0      |

#### HCup
| Rang | Joueur          | Essais |
| ---- | --------------- | ------ |
| 1    | Pierre Berard   | 3      |
| 2    | Lucas Dupont    | 2      |
| 3    | Mamuka Gorgodze | 2      |
| 4    | -               | 0      |
| 5    | -               | 0      |

## Joueurs en sélection nationale
(Tableau à jour au 9 juillet 2013)
| Joueur | Poste | Pays | Sélections (points) |
| ------ | ----- | ---- | ------------------- |
| -      | -     | -    | 0 (0)               |

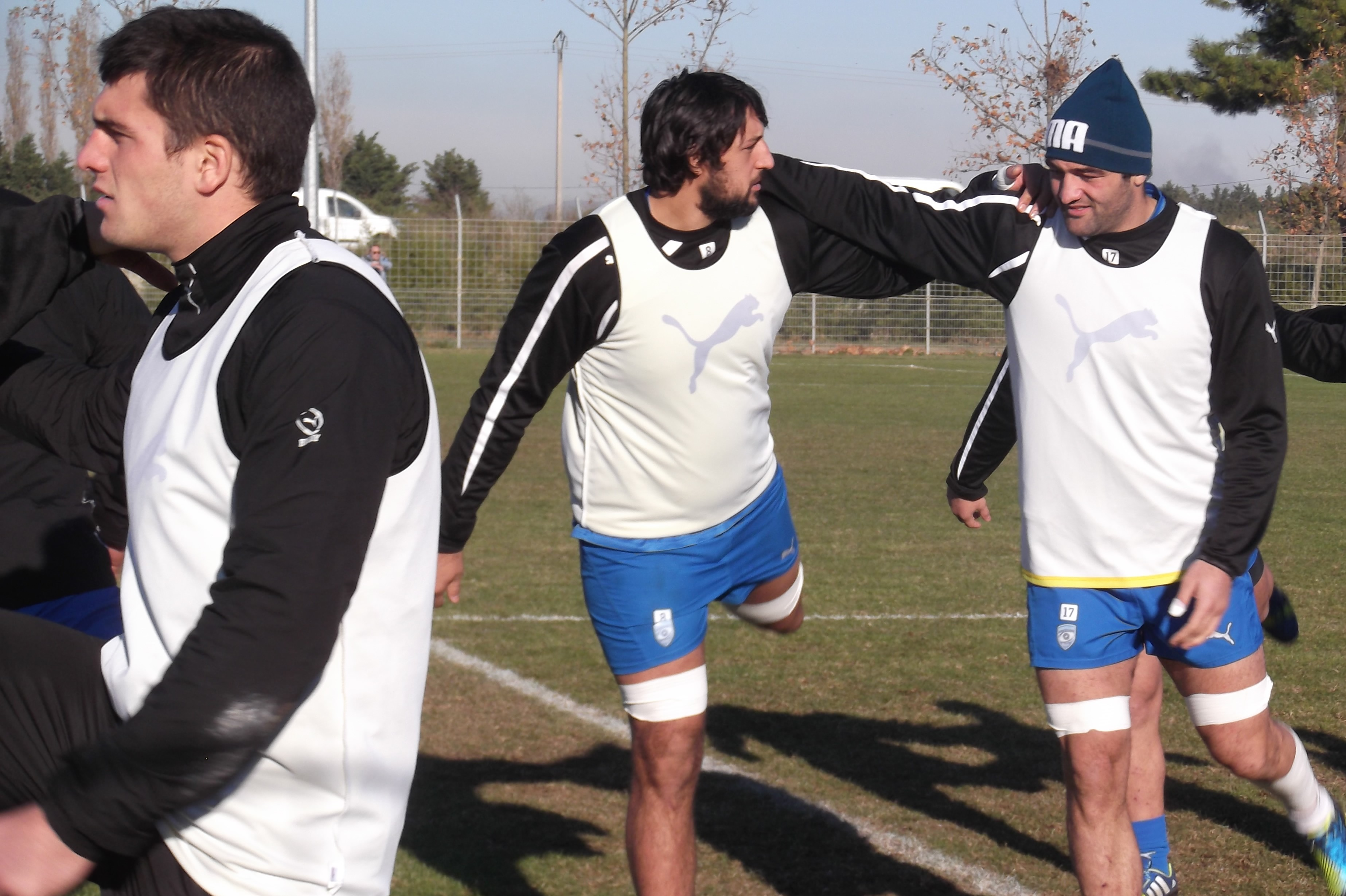
Entraînement public du MHR. De gauche à droite, Galletier, De Marco, Gorgodze.
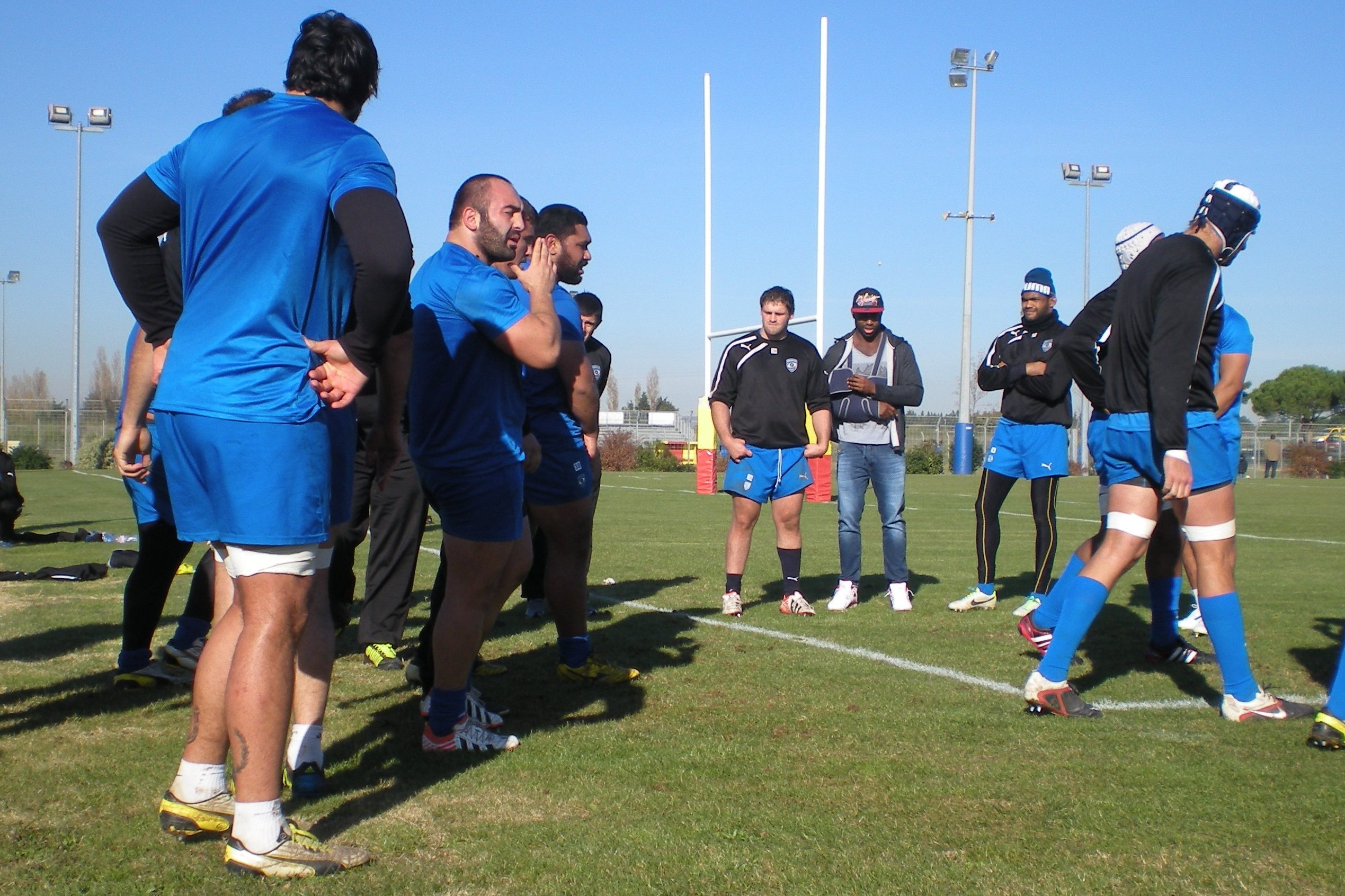
Entraînement public du MHR à Mauguio, décembre 2013. Entraînement des avants.
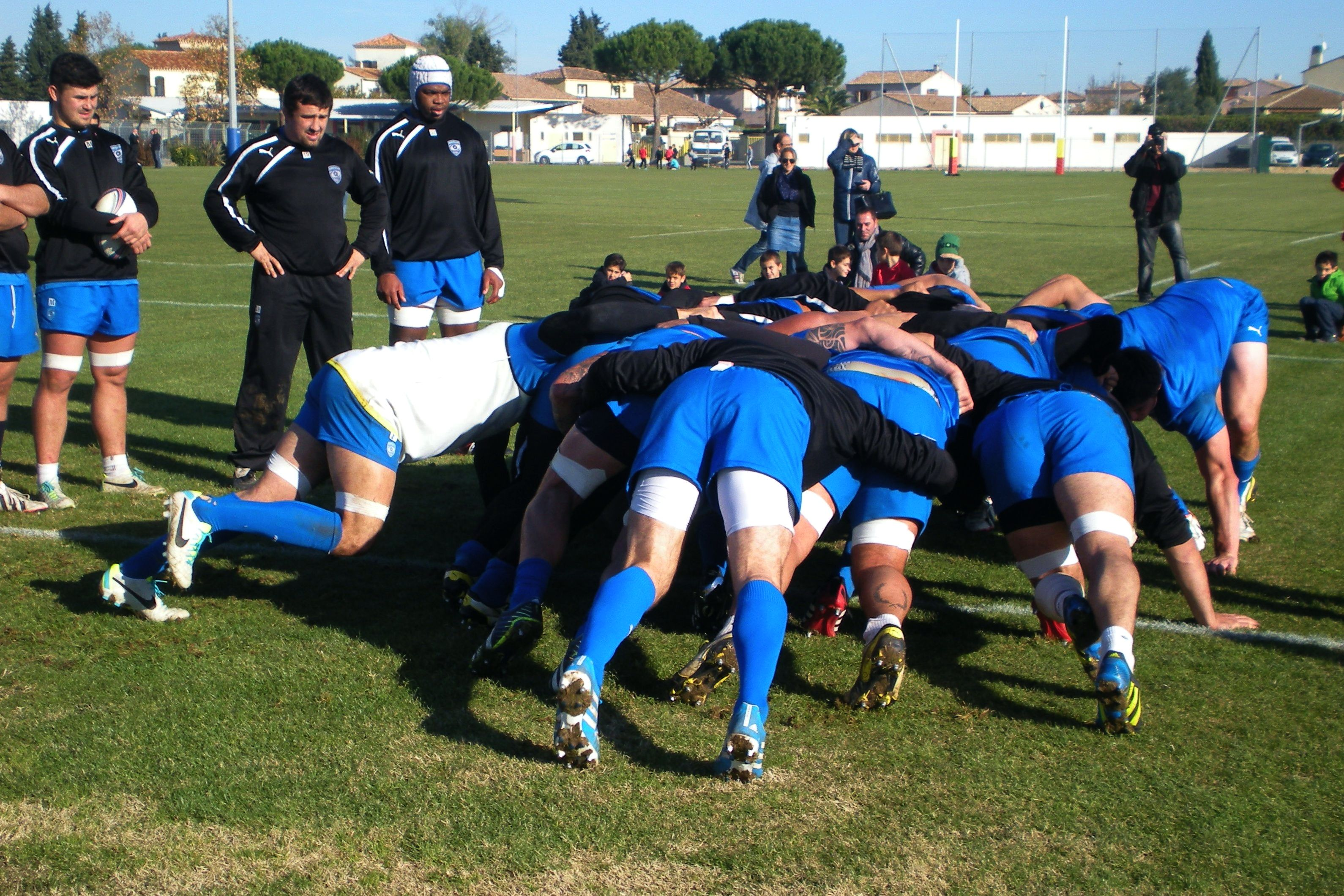
Entraînement public du MHR à Mauguio, décembre 2013. Mêlée.